# Richard H. Riedel
Richard H. Riedel (* 5. April 1904 in Leipzig; † 18. März 1960 bei Rom, Italien) war ein deutscher Filmarchitekt in Hollywood.

## Leben und Wirken
Riedel hatte in Deutschland das Gymnasium besucht und anschließend seine künstlerische Ausbildung an einer Hochschule für Graphik und schöne Künste erhalten. Nach seinem Studienabschluss wanderte der Leipziger in die USA aus, wo er seine Filmlaufbahn im Jahre 1932 als Zeichner bei der RKO Pictures begann. Vier Jahre darauf durfte er erstmals als Architekt arbeiten.
Seit Beginn seiner Szenenbildner-Laufbahn war Riedel ausschließlich in Diensten der Universal Studios. Zu seinen interessantesten frühen Arbeiten zählen zwei stimmungsvolle Rowland V. Lee-Inszenierungen, darunter der dritte Teil der Frankenstein-Reihe mit Boris Karloff, Frankensteins Sohn. In den kommenden Jahren betreute Riedel neben einer langen Reihe von Universal-B-Pictures auch einige wenige ambitioniertere Produktionen, darunter so verschiedenartige Werke wie der bemerkenswerte Science-Fiction-Streifen Metaluna IV antwortet nicht, Douglas Sirks Hollywood-Abschied Solange es Menschen gibt und der Lustspielklassiker Bettgeflüster mit Rock Hudson und Doris Day. In dieser Zeit trat Riedel häufig als Zuarbeiter des Kollegen Alexander Golitzen in Erscheinung, der bei Universal die Oberaufsicht beim Kulissenbau innehatte.
Riedel starb 1960 bei einem Autounfall während der Vorbereitungen (Besichtigung von Drehorten) zu einem neuen Film („Back Street“) in Rom.

## Filmografie
- 1939: Frankensteins Sohn (Son of Frankenstein)
- 1939: The Sun Never Sets
- 1940: The House of the Seven Gables
- 1940: Spring Parade
- 1941: Never Give a Sucker an Even Break
- 1942: Between Us Girls
- 1942: Night Monster
- 1943: Das zweite Gesicht (Flesh and Fantasy)
- 1944: Ali Baba und die vierzig Räuber (Ali Baba and the Forty Thieves)
- 1944: The Ghost Catchers
- 1944: Sudan
- 1945: Die Herberge zum Roten Pferd (Frontier Gal)
- 1945: Shady Lady
- 1945: Idea Girl
- 1946: Feuer am Horizont (Canyon Passage)
- 1947: Ivy
- 1947: Die Piraten von Monterey (Pirates of Monterey)
- 1948: Fünf auf Hochzeitsreise (Family Honeymoon)
- 1948: Betrug (Larceny)
- 1949: Abbott and Costello Meet the Killer
- 1949: Illegal Entry
- 1949: Rebellen der Steppe (Calamity Jane and Sam Bass)
- 1950: Francis, ein Esel – Herr General (Francis)
- 1950: Ins Leben entlassen (Outside the Wall)
- 1950: Verliebt, verlobt, verheiratet (Peggy)
- 1950: Südsee-Vagabunden (South Sea Sinner)
- 1950: Ohne Gesetz (Saddle Tramp)
- 1951: Tomahawk – Aufstand der Sioux (Tomahawk)
- 1951: Mord in Hollywood (Hollywood Story)
- 1952: Unternehmen Rote Teufel (Red Ball Express)
- 1952: Gier nach Gold (The Raiders)
- 1952: Gefährliches Blut (Lawless Breed)
- 1952: Die Welt gehört ihm (The Mississippi Gambler)
- 1953: Die Todesbucht von Louisiana (Thunder Bay)
- 1953: Drei waren Verräter (Tumbleweed)
- 1953: Strandgut (Forbidden)
- 1954: Rauchsignale (Smoke Signal)
- 1954: Metaluna IV antwortet nicht (This Island Earth)
- 1954: Der eiserne Ritter von Falworth (The Black Shield of Falworth)
- 1955: Mit stahlharter Faust (Man Without a Star)
- 1955: In all diesen Nächten (The Shrike)
- 1956: Vom Teufel verführt (The Rawhide Years)
- 1956: Schüsse peitschen durch die Nacht (Showdown at Abilene)
- 1957: Tammy (Tammy and the Bachelor)
- 1957: Flug zur Hölle (The Land Unknown)
- 1957: Mein Mann Gottfried (My Man Godfrey)
- 1957: Immer Ärger mit den Frauen (The Lady Takes a Flyer)
- 1958: Männer über vierzig (This Happy Feeling)
- 1958: Solange es Menschen gibt (Imitation of Life)
- 1958: Ein Fremder in meinen Armen (A Stranger in My Arms)
- 1959: Bettgeflüster (Pillow Talk)
- 1959: Das Geheimnis der Dame in Schwarz (Portrait in Black)
- 1960: Die Unerbittlichen (Hell Bent for Leather)
- 1960: The Private Lives of Adam and Eve